# Amiot 123

Amiot 123 foi uma versão para voos de longo curso do bombardeiro Amiot 120 do construtor francês de aviões Amiot.
O Amiot 123 (tal como as versões de bombardeiro de longo curso Amiot 122-BP3 e Amiot 123-BP3) era uma variante do bombardeiro biplano monomotor Amiot 120 que foi produzido a partir de meados da década de 1920 para as forças aéreas francesas.
O Amiot 123 foi concebido para ser um bombardeiro, do qual foi construído um protótipo denominado Amiot 123-BP3, mas a Força Aérea Francesa não demonstrou interesse na sua aquisição. Em resultado, a produção não foi iniciada e o modelo ficou apenas para demonstração. Foi então que o governo polaco, que procurava um avião de longo curso que pudesse bater recordes de distância se mostrou interessado na aquisição.
Foi construído um exemplar, com tanques de combustível alargados e a ocuparem o lugar das bombas e equipado com um motor Lorraine 18 Kdrs de 710 cv, que foi baptizado com o nome de "Marszałek Piłsudski" em honra do marechal Józef Piłsudski. Este avião foi utilizado a 3 de Agosto de 1928 numa tentativa de atravessar o Atlântico Norte entre Le Bourget e New York, num voo tripulado pelos aviadores polacos Ludwik Idzikowski e Kazimierz Kubala. Uma perda de óleo do motor obrigou ao regresso á costa europeia, quando o avião já tinha percorrido mais de 3200 km. A tripulação e o avião foram salvos por um navio alemão que navegava largo do Porto, sendo devolvido ao fabricante para reacondicionamento e substituição do motor.
Para uma segunda tentativa de travessia aérea do Atlântico, iniciada a 13 de Julho de 1929, o Amiot 123 foi equipado com um motor Lorraine 18 Kdrs de 785 cavalos-vapor. Esta tentativa, tripulada pelos mesmos aviadores, terminaria com uma aterragem de emergência na ilha Graciosa, Açores, de que resultou o capotamento do avião e o subsequente incêndio e destruição do aparelho devido a um archote trazido para iluminar as operações de salvamento. No acidente morreu o comandante do avião, o major Ludwik Idzikowski. Após esta malograda experiência, o modelo foi abandonado, não voltando a ser construído.